# Себастиен Буеми
Себа̀стиен Оливие Буемѝ (на френски: Sébastien Olivier Buemi) (произношение) е швейцарски пилот от Формула 1. Роден е на 31 октомври 1988 г. в Егъл, Швейцария. Състезава се с болид на Скудерия Торо Росо през сезон 2009. Живее със семейството си в Бахрейн.

## Кариера
През 2004 година започва професионалната си кариера. Тогава Буеми дебютира в ADAC BMW сериите, като финишира сезона на трето място в крайното класиране.
Година по-късно, през 2005, Буеми завършва на второ място в същите серии, като успява да спечели 7 състезания от сезона.
През 2006 година започва да се състезава във Формула 3 и завършва 12-и в крайното класиране при пилотите. Остава във Формула 3 през 2007 година и завършва втори, зад шампиона Ромен Грожан.
През 2008 година прави тестове за тима от Формула 1 Ред Бул.
През 2009 се състезава във Формула 1 за тима на Скудерия Торо Росо. В първото състезание от сезона, в Гран При на Австралия, Буеми завършва осми и печели първата си точка, но след като Хамилтън е дисквалифициран, се изкачва на седмо място и добавя още една точка към актива си. В Гран При на Китай потегля десети, финишира осми и отново печели една точка. На 09.11.2009 г. Скудерия Торо Росо потвърждава Буеми за сезон 2010.
Най-големият успех в кариерата му е голямата победа на 24-те часа на Льо Ман в Световния шампионат за издръжливост (WEC) като част от отбора на Toyota GAZOO Racing, заедно с Фернандо Алонсо и Казуки Накаджима.